# Jerry Reinsdorf
Jerry M. Reinsdorf (New York, 25 febbraio 1936) è un imprenditore e avvocato statunitense.
È proprietario dei Chicago White Sox (squadra della Major League Baseball) e dei Chicago Bulls (in NBA).
Sotto la sua gestione, i Sox hanno vinto le World Series di baseball nel 2005. Alla guida dei Bulls dal 13 marzo 1985, ha conquistato  6 titoli NBA (1991, 1992, 1993, 1996, 1997, 1998). Nel 2016 è stato inserito fra i membri del Naismith Memorial Basketball Hall of Fame.

## Palmarès

### Proprietario
- Campionato NBA: 6

Chicago Bulls: 1991, 1992, 1993, 1996, 1997, 1998
- World Series: 1

Chicago White Sox: 2005